# Bill Hanzlik
William Henry Hanzlik (Middletown, 6 december 1957) is een Amerikaans voormalig basketballer en basketbalcoach.

## Carrière
Hanzlik speelde collegebasketbal voor de Notre Dame Fighting Irish voordat hij zich kandidaat stelde voor de NBA draft. Normaal gezien zou hij deelnemen met de Amerikaanse basketbalploeg aan de Olympische Spelen van 1980. Hij kreeg later als compensatie samen met alle andere atleten een Congressional Gold Medal. In de draft werd hij als 20e gekozen in de 1ste ronde door de Seattle SuperSonics. Als verdediger had Hanzlik op het moment van zijn selectie het laagste scoringsgemiddelde op school (7,2 ppg) van alle spelers die in de eerste ronde van de draft werden geselecteerd. Hanzlik speelde tien jaar in de NBA - twee bij de Sonics en acht bij de Denver Nuggets. Hij was een 1986 All-Defense tweede team selectie. 
Hij werkte als assistent bij de Charlotte Hornets en Atlanta Hawks in de jaren 1990. In 1997 werd Hanzlik (toen een assistent bij Atlanta) gevraagd om Dick Motta te vervangen als hoofdcoach van de Denver Nuggets. Hij coachte de Nuggets voor één jaar, met een 11-71 record (slechts twee wedstrijden beter dan het slechtste team aller tijden, de 1972/73 Philadelphia 76ers). Hij werd aan het eind van het seizoen ontslagen en vervangen door Mike D'Antoni. Tot op heden heeft Hanzlik het slechtste seizoen record voor een beginnende coach in de geschiedenis van de NBA.

## Erelijst
- NBA All-Defensive Second Team: 1986
- Colorado Sports Hall of Fame: 2004[1]